# Порай-Кошиц, Евгений Александрович (физик)
Евгений Александрович Пора́й-Ко́шиц (2 [15] сентября 1907 — 18 марта 1999, Санкт-Петербург, Россия) — советский учёный-физик (физико-химик), доктор физико-математических наук.

## Биография
Родился 2 сентября (15 сентября по новому стилю) 1907 года; отец — учёный-химик Александр Евгеньевич Порай-Кошиц, мать — Порай-Кошиц, Татьяна Ивановна (урождённая Умнова).

### Научные достижения
С 1934 по 1942 годы Е. А. Порай-Кошиц работал над своей кандидатской диссертацией на тему «Стеклообразное состояние (рентгенографическое исследование)», сначала в Ленинграде, в том числе шесть месяцев (сентябрь 1941 — февраль 1942) в период блокады Ленинграда, а затем в Казани, куда были эвакуированы Технологический институт и Академия Наук, и защитил её в 1943 году.
Докторскую диссертацию на тему «Исследование строения стеклообразных веществ рентгеновскими методами» Е. А. Порай-Кошиц защитил в 1953 году.
В конце 50-х начале 60-х Е. А. Порай-Кошиц занимался изучением химически неоднородного строения натриевоборосиликатных стекол. В 1963 году за проведенные исследования по изучению решающей роли химически неоднородного строения стекла в процессе формирования ситаллов Е. А. Порай-Кошиц вместе с соавторами был представлен к званию лауреата Ленинской премии. Официальная формулировка звучала следующим образом:
Физики: Аврорин Евгений Николаевич, Павленко Владимир Антонович, химики: Горынин Игорь Васильевич, Китайгородский Исаак Ильич, Порай-Кошиц Евгений Александрович, конструктор ракетной техники Грушин Петр Дмитриевич, оптик Елькин Александр Ефимович — за разработку астронавигационного комплекса для подводных лодок.
В последующие годы исследовательская лаборатория, руководимая Е. А. Порай-Кошицем, занималась изучением явления ликвации в стеклах и стала лидером в этой области в Советском Союзе и одним из признанных авторитетов в мире. Е. А. Порай-Кошиц был соавтором первой книги по метастабильному фазовому разделению «Явления ликвации в стеклах», а также редактором и соавтором единственной до сих пор книги по этой проблеме, изданной на английском языке.
Е. А. Порай-Кошиц один из инициаторов создания журнала «Физика и химия стекла». В 1991 году был награждён премией имени И. В. Гребенщикова за серию работ «Неоднородное строение неорганических стеклообразных веществ».
Е. А. Порай-Кошиц был удостоен звания лауреата Международной премии Мотта, являлся почётным членом Американского керамического общества.
Умер 18 марта 1999 года в Санкт-Петербурге. Похоронен на Комаровском кладбище.
В архивах Санкт-Петербургского филиала РАН имеются документы, относящиеся к Е. А. Порай-Кошицу.

## Семья
- Жена — Матюх, Вера Фёдоровна, советский художник-график.
  - Сын — Порай-Кошиц, Алексей Евгеньевич — российский театральный художник.
  - Дочь — де Вааль Ирина Евгеньевна — живёт в Голландии.

## Награды
- Ленинская премия (1963)
- Премия имени И. В. Гребенщикова (1991) — за серию работ «Неоднородное строение неорганических стеклообразных веществ»